# 新潟県道58号小千谷大和線
新潟県道58号小千谷大和線（にいがたけんどう58ごう おぢややまとせん）は、新潟県小千谷市から南魚沼市に至る県道（主要地方道）である。

## 概要

### 路線データ
- 実延長：22.5593 km[1])
- 起点：新潟県小千谷市大字岩沢字村下（国道117号交点）
- 終点：新潟県南魚沼市一村尾（国道17号交点）

## 歴史
- 1993年（平成5年）5月11日 - 建設省から、県道小千谷大和線が小千谷大和線として主要地方道に指定される[2]。

## 路線状況

### 重複区間
- 新潟県道196号川口岩沢線（岩沢交差点（起点） - 小千谷市大字川井）
- 国道252号（魚沼市明神字下稲倉 地内）

## 地理

### 通過する自治体
- 小千谷市
- 長岡市
- 魚沼市
- 南魚沼市

### 交差する道路
- 国道117号（起点：岩沢交差点）
- 新潟県道196号川口岩沢線（岩沢交差点（起点） - 小千谷市大字川井で重複）
- 新潟県道413号大崩岩山線（小千谷市大字岩沢字大崩）
- 新潟県道506号岩沢中条線（小千谷市大字岩沢字池之平）
この間未開通区間あり（小千谷市大字岩沢（小千谷市・長岡市境） - 長岡市川口田麦山字相原窪（県道178号・県道209号交点））
- 新潟県道178号山ノ相川下条停車場線・新潟県道209号山ノ相川内ヶ巻停車場線（長岡市川口田麦山字相原窪）
- 国道252号（魚沼市明神字下稲倉地内で重複）
- 新潟県道59号大和焼野線（南魚沼市市野江乙）
- 新潟県道266号一村尾大崎線・新潟県道364号一村尾六日町線（南魚沼市一村尾字家酒町）（県道266号・県道364号重複区間）
- 国道17号（三国街道）（終点：南魚沼市一村尾）

### 沿線の施設など
- JR飯山線 越後岩沢駅
- JR上越線・上越新幹線 浦佐駅
- 小千谷市立岩沢小学校
- 南魚沼市立薮神小学校
- 岩沢郵便局
- 同和工業 新潟工場
- 中越住電装 浦佐工場（住友電装グループ）
- マウントパーク鏡池（小千谷市大字岩沢）
- 信濃川
- 魚野川